# 细枝补血草
细枝补血草（学名：Limonium tenellum）为白花丹科补血草属下的一个种。